# Lee Dong-wook (aktor)
Lee Dong-wook (hangul: 이동욱, hancha: 李棟旭; ur. 6 listopada 1981 w Seulu) – południowokoreański aktor. Grał główną rolę w serialach My Girl (2005), Yeoin-eui hyanggi (2011), Hotel King (2014), Goblin (2016-2017) oraz Jinsim-i data (2019), Gumihodyeon (2020).
Ukończył Joongbu University na wydziale mediów radiowo-telewizyjnych (kor. 방송영상학과).

## Biografia

### 1999–2004: Debiut i początki kariery
Lee Dong-wook zadebiutował w 1999 roku w jednym z odcinków serii MBC Best Theatre emitowanym przez MBC, jeszcze w tym samym roku pojawił się w serialu Haggyo 2 i rok później w jego kontynuacji Haggyo 3. Następnie grywał w różnych serialach, a dzięki swojemu niewinnemu wyglądowi zyskał popularność wśród wielu południowokoreańskich fanów, dzięki czemu stał się powszechnie znany.

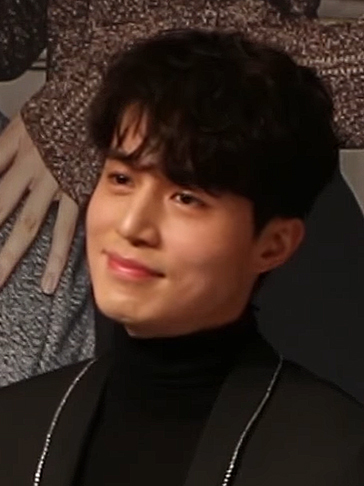
Lee Dong-wook podczas prezentacji serialu tvN Goblin, która odbyła się 22 listopada 2016 roku

### 2005–2011: Wzrost popularności
W 2005 roku odniósł spory sukces dzięki roli w romantycznym serialu komediowym My Girl, który stał się hitem nie tylko w Korei Południowej, ale i w całej Azji, dzięki czemu Lee stał się prawdziwą gwiazdą koreańskiej fali. Wyrósł na wszechstronnego aktora, który pojawiał się w serialach w godzinach największej oglądalności, takich jak Dalkomhan insaeng, Yeoin-eui hyanggi, Nanpokhan romaenseu, Hotel King (w którym ponownie spotkał się z Lee Da-hae, gwiazdą serialu My Girl) i Iron Man. Od kwietnia 2012 do stycznia 2013 roku Lee i komik Shin Dong-yup byli prowadzącymi talk-show Strong Heart. Wziął także udział w pierwszym i drugim sezonie południowokoreańskiego reality show Roommate, który był emitowany w latach 2014–2015. W programie Lee mieszkał razem z jedenastoma celebrytami i był jednym z najpopularniejszych współlokatorów. Również w 2015 roku wystąpił w filmie Wewnętrzne piękno. W latach 2016–2017 zagrał u boku Gong Yoo w serialu fantasy Goblin, grając Śmierć. Jego postać w serialu poznaje właścicielkę restauracji imieniem Kim Sun nazywaną Sunny (postać graną przez aktorkę Yoo In-nę), para zakochuje się w sobie, nie wiedząc, że w poprzednim życiu byli razem. Serial był hitem i wraz ze swoim sukcesem pomógł w odbudowaniu kariery aktorskiej Lee.

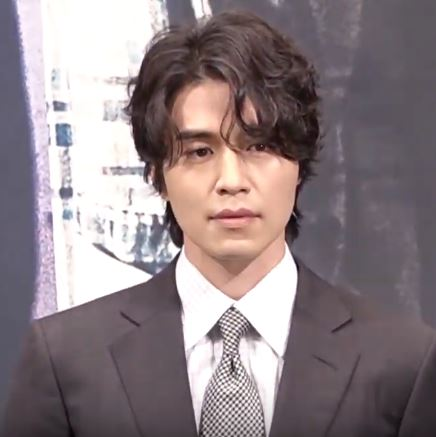
Lee Dong-wook, prezentacja serialu Tain-eun jiog-ida 28 czerwca 2019 roku

### Od 2018: Zimowe Igrzyska Olimpijskie 2018, wiodące role
W 2018 roku zagrał w serialu medycznym Life, wcielając się w postać lekarza. Lee został wybrany na honorowego ambasadora Zimowych Igrzysk Olimpijskich w Pyeongchang 2018 i wziął udział w ceremonii mianowania honorowego ambasadora Igrzysk Olimpijskich i Paraolimpijskich w Centrum Prasowym Taepyeongno w Seulu 12 stycznia.
W 2019 roku zagrał prawnika w serialu romantycznym Jinsim-i data wraz z Yoo In-ną, z którą wcześniej grał w serialu Goblin. W tym samym roku został gospodarzem Produce X 101, czwartego sezonu programu Produce 101. Następnie zagrał antagonistę w serialu Tain-eun jiog-ida, wcielając się w dentystę za dnia i psychopatę po zmierzchu. Zaczął także prowadzić swój własny talk-show, Wook Talk, aby uczcić 20. rocznicę debiutu.
W 2020 roku został obsadzony w serialu fantasy Gumihodyeon jako dziewięcioogoniasty lis, który kiedyś był bóstwem gór, a obecnie żyje w ludzkiej formie.
W 2021 roku pojawił się w filmie Happy New Year, romantycznej komedii Kwaka Jae-younga i w oryginalnym serialu iQIYI Bad and Crazy, którego pierwszy odcinek został wyemitowany 17 grudnia 2021 roku.
W 2022 roku pojawił się w rozszerzonej wersji filmu Happy New Year pt. Happy New Year: Hwakjangpan, która składa się z 6 odcinków.

## Filmografia

### Filmy
| Rok  | Tytuł                       | Rola          |
| ---- | --------------------------- | ------------- |
| 2006 | Arang                       | Hyun-ki       |
| 2007 | Choigang romaenseu          | Kang Jae-hyuk |
| 2008 | Geu namjaui chaek 198-jjeuk | Kim Joon-oh   |
| 2010 | Doenjang                    | Kim Hyun-soo  |
| 2015 | Wewnętrzne piękno           | Woo-jin       |
| 2021 | Happy New Year              | Yong-jin      |

### Seriale
| Rok       | Tytuł                                   | Rola               | Stacja telewizyjna |
| --------- | --------------------------------------- | ------------------ | ------------------ |
| 1999      | MBC Best Theater "길밖에도 세상은 있어" | Sung-joon          | MBC                |
| 1999      | Haggyo 2                                | Lee Kang-san       | KBS1               |
| 2000      | Haggyo 3                                | Lee Kang-san       | KBS1               |
| 2000      | Bimil                                   | Kang Hyun-soo      | MBC                |
| 2001      | Sunjeong                                | Jang Ho-gu         | KBS2               |
| 2001      | Ttagjoh-a!                              | Dong-wook          | SBS                |
| 2001      | A Dreaming Family                       |                    | KBS                |
| 2001      | Drama City "Happier Than Heaven"        |                    | KBS2               |
| 2001      | This Is Love                            | Jae-hyun           | KBS1               |
| 2002      | Let's Go                                | Dong-wook          | SBS                |
| 2002      | Loving You                              | Lee Min            | KBS2               |
| 2002      | Ttogbalo sal-ala                        | Lee Dong-wook      | SBS                |
| 2003      | Sul-ui nara                             | Song Do-il         | SBS                |
| 2003      | Hoejeonmogma                            | Park Sung-pyo      | MBC                |
| 2004      | Seomma-eul seonsaengnim                 | Jang Jae-doo       | SBS                |
| 2004      | Bumonim jeonsangseo                     | Ahn Jung-hwan      | KBS2               |
| 2005      | Hanoi Bride                             | Park Eun-woo       | SBS                |
| 2005      | My Girl                                 | Seol Gong-chan     | SBS                |
| 2008      | Dalkomhan insaeng                       | Lee Joon-soo       | MBC                |
| 2009      | Partner                                 | Lee Tae-jo         | KBS2               |
| 2011      | Yeoin-eui hyanggi                       | Kang Ji-wook       | SBS                |
| 2012      | Nanpokhan romaenseu                     | Park Mu-yeol       | KBS2               |
| 2013      | Cheonmyeong: Joseonpan domangja iyagi   | Choi Won           | KBS2               |
| 2014      | Kang-gu iyagi                           | Kim Kyung-tae      | SBS                |
| 2014      | Hotel King                              | Cha Jae-wan        | MBC                |
| 2014      | Iron Man                                | Joo Hong-bin       | KBS2               |
| 2015      | Pungseonkkeom                           | Park Ri-hwan       | tvN                |
| 2016-2017 | Goblin                                  | Wang Yeo, żniwiarz | tvN                |
| 2018      | Life                                    | Ye Jin-woo         | JTBC               |
| 2019      | Jinsim-i data                           | Kwon Jung-rok      | tvN                |
| 2019      | Geomsaek-eoreul iplyeokhaseyo           | cameo, odc 7       | tvN                |
| 2019      | Tain-eun jiog-ida                       | Seo Moon-jo        | OCN                |
| 2020      | Duchy białej góry                       | Lee Yeon           | tvN                |
| 2021-2022 | Bad and Crazy                           | Ryu Su-yeol        | iQIYI, tvN         |

### Programy rewiowe
| Rok       | Tytuł                                                | Stacja telewizyjna | Uwagi                              |
| --------- | ---------------------------------------------------- | ------------------ | ---------------------------------- |
| 2006      | Wowowee                                              | ABS-CBN            | gościnnie                          |
| 2006      | Sang Sang Plus - Generation to Generation: Old & New | KBS2               | gościnnie, odc. 84                 |
| 2006      | Come to Play                                         | MBC                | gościnnie, odc. 102                |
| 2007      | Hey Hey Hey - Season 2                               | SBS                | gościnnie, odc. 9                  |
| 2007      | Come to Play                                         | MBC                | gościnnie, odc. 126                |
| 2008      | Happy Together                                       | KBS2               | gościnnie, odc. 68                 |
| 2011      | Healing Camp, Aren't You Happy                       | SBS                | gościnnie, odc. 11                 |
| 2012-2013 | Strong Heart                                         | SBS                | MC                                 |
| 2012      | SBS Drama Awards                                     | SBS                | MC                                 |
| 2013      | Happy Together                                       | KBS2               | gościnnie, odc. 295                |
| 2013      | Running Man                                          | SBS                | gościnnie, odc. 133-134, 136       |
| 2013      | Infinity Challenge                                   | MBC                | gościnnie, odc. 360                |
| 2014      | Running Man                                          | SBS                | gościnnie, odc. 179-180            |
| 2014-2015 | Roommate                                             | SBS                | obsada, sezon 1-2                  |
| 2014      | Entertainment Weekly                                 | KBS2               | gościnnie, episode 1539            |
| 2015      | Running Man                                          | SBS                | gościnnie, odc. 263                |
| 2016      | The Return of Superman                               | KBS                | gościnnie, odc. 126, 127, 137, 138 |
| 2016      | My Bodyguard                                         | OnStyle            | MC                                 |
| 2019      | Produce X 101                                        | Mnet               | Mentor i prowadzący                |
| 2019–2020 | Wook Talk                                            | SBS                | prowadzący                         |
| 2019–2020 | Sea of Hope                                          | JTBC               | Członek obsady                     |

## Nagrody i nominacje
| Rok  | Nagroda                                 | Kategoria                                                                             | Wynik     |
| ---- | --------------------------------------- | ------------------------------------------------------------------------------------- | --------- |
| 1999 | V-NESS Screen Award                     | Daesang                                                                               | Wygrana   |
| 2002 | IYV Korea's most popular entertainer    | Debiutant Roku                                                                        | Wygrana   |
| 2003 | SBS Drama Awards                        | Nowa Gwiazda (Sul-ui nara)                                                            | Wygrana   |
| 2009 | KBS Drama Awards                        | Excellence Award, Actor in a Miniseries (Partner)                                     | Nominacja |
| 2011 | 8. Cosmo Beauty Awards                  | Najbardziej Atrakcyjny Aktor w Azji                                                   | Wygrana   |
| 2011 | 18th Han Il Culture Awards              | Daesang, Dyplomacja Kulturalna                                                        | Wygrana   |
| 2011 | SBS Drama Awards                        | Top 10 Stars (Yeoin-eui hyanggi)                                                      | Wygrana   |
| 2011 | SBS Drama Awards                        | Top Excellence Award, Actor in a Weekend Drama (Yeoin-eui hyanggi)                    | Wygrana   |
| 2012 | SBS Entertainment Awards                | Najlepsza Para (razem z Shin Dong-yup) (Strong Heart)                                 | Wygrana   |
| 2012 | SBS Entertainment Awards                | Najlepszy Debiutant, kategoria MC (Strong Heart)                                      | Wygrana   |
| 2012 | KBS Drama Awards                        | Excellence Award, Actor in a Miniseries (Nanpokhan romaenseu)                         | Nominacja |
| 2013 | KBS Drama Awards                        | Excellence Award, Actor in a Mid-length Drama (Cheonmyeong: Joseonpan domangja iyagi) | Nominacja |
| 2014 | 9th Asia Model Festival Awards          | Fashionista Award                                                                     | Wygrana   |
| 2014 | 3rd APAN Star Awards                    | Top Excellence Award, Actor in a Serial Drama (Hotel King)                            | Nominacja |
| 2014 | MBC Drama Awards                        | Top Excellence Award, Actor in a Special Project Drama (Hotel King)                   | Nominacja |
| 2017 | 5th Annual DramaFever Awards            | Najlepszy aktor drugoplanowy (Goblin)                                                 | Wygrana   |
| 2017 | 10. Korea Drama Awards                  | Top Excellence Award, Actor (Goblin)                                                  | Nominacja |
| 2017 | 3. Fashionista Awards                   | Global Icon                                                                           | Nominacja |
| 2018 | 6. APAN Star Awards                     | Top Excellence Award, Actor in a Miniseries (Life)                                    | Nominacja |
| 2018 | 6. APAN Star Awards                     | K-Star Award (Life)                                                                   | Nominacja |
| 2018 | Korea Fashion Photographers Association | Photogenic Award of the year                                                          | Wygrana   |
| 2018 | Annual Soompi Awards                    | Najlepszy aktor drugoplanowy (Goblin)                                                 | Wygrana   |
| 2019 | OCN Awards                              | „Niebezpiecznie Atrakcyjna Postać” Nagroda (Tain-eun jiog-ida)                        | Wygrana   |
| 2021 | Korea First Brand Awards                | Najlepszy aktor                                                                       | Wygrana   |
| 2021 | I-Magazine Fashion Face Award           | Azjatycki Mężczyzna                                                                   | Wygrana   |